# 24939 Чімінелло
24939 Чімінелло (24939 Chiminello) — астероїд головного поясу, відкритий 1 травня 1997 року.
Тіссеранів параметр щодо Юпітера — 3,429.